# رباط میخی‌ناوی
رباط میخی‌ناوی (انگلیسی: Cuneonavicular joint) یک رباط در مفصل پای انسان است. این رباط میان استخوان ناوی و سه استخوان میخی شکل گرفته است. استخوان‌های ناوی و میخی توسط رباط‌های رباط‌های پشتی میخی‌ناوی و رباط‌های کف‌پایی میخی‌ناوی به هم متصل می‌شوند.

## رباط‌های پشتی
رباط‌های پشتی سه دسته کوچک هستند که یکی به هر یک از استخوان‌های میخی متصل است.
محل اتصال استخوان ناوی با استخوان میخی میانی در پیرامون بخش درونی مفصل با رباط کف‌پایی است که این دو استخوان را به هم متصل می‌کند.

## رباط‌های کف‌پایی
رباط‌های کف‌پایی آرایشی مشابه با رباط‌های پشتی دارند و با لغزش از زردپی ماهیچه درشت‌نئی پسین تقویت می‌شوند.

## غشاء سینوویال
غشاء زلاله‌ای این مفاصل بخشی از غشای زلاله‌ای تارسال بزرگ است.

## حرکات
حرکات این ناحیه صرفاً سر خوردن میان استخوان‌های ناوی و میخی است.